# SS Wigry (1912)
SS Wigry – polski statek handlowy, frachtowiec Bałtyckiej Spółki Okrętowej, o napędzie parowym.

## Historia statku
SS „Wigry” został zbudowany w brytyjskiej stoczni Sir Raylton Dixon Company w 1912 roku jako „River Dart”. Od roku 1939 należał do polskiej floty handlowej jako jeden z trzech statków Bałtyckiej Spółki Okrętowej. Załogę jednostki stanowiło 27 osób – 13 Polaków, 7 Brytyjczyków, 3 Islandczyków, 2 Łotyszy, Egipcjanin i Kanadyjczyk pod dowództwem 35-letniego kapitana Władysława Grabowskiego.

## Katastrofa
SS „Wigry”, przypłynąwszy do Reykjavíku i rozładowawszy w tamtejszym porcie przywiezioną z Anglii sól, w znajdującym się niedaleko porcie Hafnarfjordur zapełniony został ponad 2000-tonowym ładunkiem mączki rybnej, przeznaczonym dla USA. 6 stycznia 1942 roku jednostka wyruszyła w rejs. Około 400 mil od brzegu maszyna parowa przestała działać. Załodze udało się ją naprawić, jednak 12 stycznia kapitan Władysław Grabowski zadecydował o powrocie do Reykjaviku. 15 stycznia statek był znów u brzegów Islandii i wszedł do zatoki Faxa. Z powodu obmarzniętych przewodów sterowych, przyczyniających się do zacinania się steru, prowadzenie statku było coraz trudniejsze. Przez to jednostka ustawiła się w niekorzystnej dla niej pozycji bokiem do fali. Trzon sterowy pod wpływem jednego z uderzeń fali pękł, uniemożliwiając sterowanie „Wigrami”. Fale zerwały łódź ratunkową, zmyły z pokładu tratwy ratunkowe i finalnie rzuciły jednostką o przybrzeżne skały. Woda wdarła się do wnętrza, udało się zapobiec wybuchowi kotła parowego, ale nie było możliwości ratowania statku. Sztorm uniemożliwiał przybycie z pomocą, chociaż wezwanie pomocy na lądzie odebrano. Gdy dwaj członkowie załogi zostali porwani z pokładu przez fale, kapitan podjął decyzję o ewakuacji na jedynej ocalałej szalupie. Gdy spuszczono ją na wodę, kilku marynarzy zostało zmytych za burtę. Ratując jednego z nich zginął I oficer Zygmunt Lewicki. Wówczas kapitan Grabowski odmówił zejścia do szalupy, nie chcąc narażać załogi na niebezpieczeństwo rozbicia szalupy o wrak i pozostając na swoim statku do końca. Wraz z nim na pokładzie został kucharz Julian Caroll. Zamiarem załogi było przetrzymanie w szalupie do rana. Mimo pomocy kapitana i kucharza, którzy ze statku oświetlali reflektorem miejsce zdarzenia, łódź przewracała się dryfując, a kolejni marynarze tonęli. Przewrócona szalupa odpłynęła od statku ku północnemu brzegowi zatoki, a potem zaczęła płynąć wzdłuż brzegu, wówczas ostatni czterej żyjący członkowie załogi postanowili wpław dotrzeć do brzegu. I mechanik Brunon Schmidt zmarł z wysiłku na serce przedzierając się przez fale, do brzegu dotarli II oficer Ludwik Smolski, radiooficer Wacław Przybysiak i starszy marynarz Bragi Kristjansson, Islandczyk. Ten ostatni dotarł po długim marszu na owczą fermę, sprowadził pomoc, ale gdy dotarła, radiooficer już nie żył i odratowano tylko Ludwika Smolskiego. Wrak statku wywrócony do góry dnem i rozbity poszedł na dno w fiordzie Akranes, dokąd zdryfował ze skał i został tam rozbity na kawałki.
W wyniku wypadku zginęło 25 członków załogi, w tym 12 Polaków:
- Władysław Grabowski – kapitan
- Zygmunt Ziemowit Lewicki – I oficer[1]
- Czesław Nowak – III oficer
- Wacław Przybysiak – radiooficer
- Charles Peach – radiooficer łącznikowy (Kanadyjczyk)
- Brunon Schmidt – I mechanik
- Jerzy Zieliński – II mechanik
- Aleksander Trućko – III mechanik
- Marian Lewandowski – p.o. bosmana
- Gardar Magnusson – starszy marynarz (Islandczyk)
- Reginald Smalwood – starszy marynarz (Brytyjczyk)
- Tadeusz Stachura – starszy marynarz
- Witold Zeles – starszy marynarz (Łotysz)
- Arthur Bernes – marynarz (Brytyjczyk)
- William Catterell – młodszy marynarz (Brytyjczyk)
- Jan Chmielecki – palacz
- John Dixon – palacz (Brytyjczyk)
- Ahmed Essa – palacz (Egipcjanin)
- Franciszek Grzela – palacz
- Ragnar Palsson – palacz (Islandczyk)
- John Ross – palacz (Brytyjczyk)
- Edward Strarola – palacz (Łotysz)
- Julian Caroll – kucharz (Brytyjczyk)
- Roman Grabowski – steward

Nazwisko 27. członka załogi, Brytyjczyka, nie jest pewne.
Po kilku dniach w wyniku sztormu morze wyrzuciło na brzeg zlodowaciałe zwłoki prawie wszystkich ofiar. Zostały przez wodę odarte z obuwia i odzieży, dlatego siostra honorowego konsula Rzeczypospolitej Polskiej Finnbogi Kjartansona razem z sąsiadkami przez dwie doby szyła ubrania dla zmarłych. 19 grudnia 1942 roku w kościele na wzgórzu Landakot odbył się uroczysty pogrzeb poległych marynarzy. Ich ciała spoczęły na cmentarzu Fossvogi w Reykjaviku. W pogrzebie uczestniczyli marynarze z polskich statków „Hel” i „Batory”, które właśnie wtedy zawinęły do Reykjaviku (niektóre źródła podają datę 28 grudnia, ale jest ona na pewno błędna, gdyż w tym czasie „Batorego” już w Islandii nie było). Grób załogi „Wigier”, odnowiony przez polskich marynarzy na początku lat 60., znajduje się nadal na cmentarzu Fossvogur.
Po II wojnie światowej inny statek Bałtyckiej Spółki Okrętowej, który przetrwał wojnę i wrócił do kraju, SS „Narocz” został w 1954 r. przemianowany przez władze na „Wigry” (jezioro Narocz, którego nazwę nosił, po wojnie znalazło się w granicach sowieckiej Białorusi), co niejednokrotnie myliło historyków floty.